# チェ・スビン (1994年生の女優)
チェ・スビン（ハングル：채수빈、漢字：蔡秀彬、1994年7月10日 - ）は、韓国の女優。

## 概要
本名は「ぺ・スビン」だが、同じ俳優に同姓同名がいるため、「チェ・スビン」という芸名を使っている。

## 経歴
チェ・スビンはデビュー前、様々な広告に姿を備えながら、大衆の注目を受け、2013年11月29日に演劇『彼と彼女の木曜日』を通じて、女優としてデビューした。以後、MBC寸劇『ウォンニョ日記』とKBS2ミニシリーズ『スパイ～愛を守るもの～』を通じて演技力を認められ、2015年のKBS2で放送されたテレビドラマ『青い鳥の輪舞＜ロンド＞』でハン・ウンス役を通じて、主演級俳優に成長することになる。
比較的短い演技のキャリアや年齢に比べて演技力がかなりいいほうだ。何よりもチェ・スビンの強みは、鮮やかな発声と発音。セリフ伝達力が同年代の女優に比べてかなり高いものである。また、テレビドラマでチェ・スビンが引き受けた配役の『青い鳥の輪舞＜ロンド＞』のハン・ウンス役と『恋にチアアップ!』のクォン・スア役は、完全に相反するキャラクターにもかかわらず、チェ・スビンは新人がよく経験する演技力論議を起こさず、安定に配役を消化した。これにチェ・スビンは、作品に入る前に、引き受けたキャラクターを分析したり、研究するなど、非常に多くの努力をしたと明らかにした。
以後、2016年に放送されたKBS2のテレビドラマ『雲が描いた月明り』でチョ・ハヨン役を演じ、MBCのテレビドラマ『ショッピング王ルイ』に特別出演した。そして、2017年に放送されたMBCの時代劇ドラマ『逆賊-民の英雄ホン・ギルドン-』でソン・カリョン役を演じながら、2連続で史劇演技を続けた。その後も、KBS2のテレビドラマ『最強配達人～夢みるカップル～』でイ・ダナ役で出演した中で、以前のハン・ウンス役やクォン・スア役とは違う魅力を示した。KBSドラマスペシャル『僕らが季節なら』に出演したのちに、MBCのテレビドラマ『ロボットじゃない～君に夢中!～』では、チョ・ジアとロボットのアジ3で一人二役を務めた。2017年に関しては、4つのテレビドラマに出演し、ライジングスターとして注目受けた。
2018年に放送されたSBSのテレビドラマ『輝く星のターミナル』でハン・ヨルム役を担い、初めてのSBSドラマに出演しており、2019年には、演劇『アンリおじさんと私』にコンスタンス役で出演し、映画『甘酸っぱい』の撮影をした。2020年には、初めてのtvNドラマの『半分の半分～声で繋がる愛～』でハン・ソウ役で出演し、映画『パイレーツ2』となる『パイレーツ：失われた王家の秘宝』の撮影は完了しており、2020年12月から2021年2月まで『アンリおじさんと私』でコンスタンス役に再延期した。
2018年12月、Toinエンターテインメントとの契約が満了されFAとなり、再契約をせずに他の所属事務所に移籍することを決定。2019年1月に、STARSHIPエンターテインメントと専属契約を締結した。

## 出演

### テレビドラマ
- ウォンニョ日記（2014年、MBC） - シム・チョン役
- スパイ～愛を守るもの～（2015年、KBS2） - チョ・スヨン役
- 青い鳥の輪舞＜ロンド＞（原題：青い鳥の家）（2015年、KBS2）  - ハン・ウンス役
- 恋にチアアップ!（2015年、KBS2）  - クォン・スア役
- 雲が描いた月明り（2016年、KBS2） - チョ・ハヨン役
- ショッピング王ルイ（2016年、MBC）  - ワン・モンシル役（特別出演）
- 逆賊-民の英雄ホン・ギルドン-（2017年、MBC） - ソン・カリョン役
- 僕らが季節なら（2017年、KBS2） - ユン・へリム役
- 最強配達人～夢みるカップル～（2017年、KBS2） - イ・ダナ役
- ロボットじゃない～君に夢中!～（2017年 - 2018年、MBC） - チョ・ジア ／ アジ3役（一人二役）
- 輝く星のターミナル（2018年、SBS） - ハン・ヨルム役
- 半分の半分～声で繋がる愛～（2020年、tvN） - ハン・ソウ役[1]
- キミと僕の警察学校（原題：ルーキーズ）（2022年、Disney+） - コ・ウンガン役[2]
- ザ・ファビュラス（2022年、Netflix） - ピョ・ジウン役[3]
- その電話が鳴るとき（2024年、MBC） - ホン・ヒジュ役

### 映画
- 22年目の記憶（2014年）
- ロボット、音（2016年） - ユジュ役
- 愛の旋律（原題：あなたの名前はチャンミ）（2019年） - ヒョナ役
- 甘酸っぱい（2021年） - ダウン役
- パイレーツ：失われた王家の秘宝（2022年） - ヘグム役[4]

### 演劇
- 彼の彼女の木曜日（2013年）
- アンリおじさんと私（2019年 - 2021年） - コンスタンス役

### Music Video
- Wax『너를 너를 너를（You are You are You are）』（2016年10月31日）
- キュヒョン『마지막 날에（Moving On）』（2021年1月25日）
- キュヒョン『커피（Coffee）』（2021年4月13日）
- キュヒョン『투게더（Together）』（2021年7月5日）

## 音盤

### OST
- 『사랑이라고』（『逆賊-民の英雄ホン・ギルドン-』）
- 『너에게 가는 길』（『最強配達人～夢みるカップル～』）